# Fotorezeptor
Fotorezeptor oder Photorezeptor bezeichnet auf zellulärer Ebene eine lichtempfindliche Rezeptorzelle. Hierzu zählen als spezialisierte Sinneszellen eines Auges (auch Sehzellen genannt) die Stäbchenzellen und Zapfenzellen der Netzhaut sowie daneben auch photosensitive retinale Ganglienzellen.
Eine Photorezeptorzelle enthält auf molekularer Ebene besondere Strukturen, die durch Licht verändert werden und so die Zelle lichtempfänglich machen. Diese Molekülstrukturen werden Sehfarbstoff, Photopigment oder auch Photorezeptor genannt. Sie setzen sich aus einem Proteinanteil (z. B. einem Opsin) und einem Chromophor (z. B. Retinal) zusammen, beispielsweise die Sehpigmente Rhodopsin bzw. Iodopsin in einer Lichtsinneszelle (Cellula optica bacilliformis als Stäbchenzelle bzw. coniformis als Zapfenzelle) von Tieren. Auch in Pflanzen und Pilzen sind solche Lichtrezeptoren zu finden, wie die Phototropine, Phytochrome und Cryptochrome, und auch in einzelligen Algen und Bakterien.

## Grundlagen
Die Absorption von Licht ausreichender Energie führt in diesen Zellen zur Entstehung eines elektrischen Spannungssignals.
Dabei ist grundsätzlich zwischen den Photorezeptoren von wirbellosen Tieren und von Wirbeltieren zu unterscheiden:
- Die Photorezeptoren im Facettenauge von Invertebraten reagieren auf Licht mit einer Spannungserniedrigung (Depolarisation).
- Umgekehrt führt in den Photorezeptoren der Netzhaut von Vertebraten Lichtabsorption zu einer Spannungserhöhung (Hyperpolarisation). Das Aktionspotential entsteht aber nicht im Rezeptor selbst, sondern erst in nachgeschalteten Nervenzellen, daher sind die Photorezeptoren der Wirbeltiere sekundäre Rezeptoren.

## Photorezeptoren bei Wirbeltieren

### Aufbau

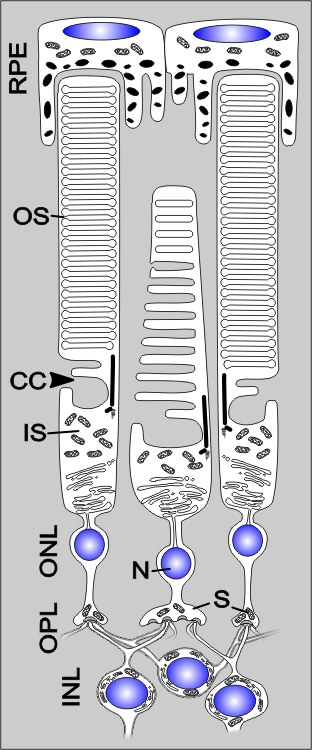
Schematische Darstellung von Stäbchen (außen) und Zapfen (innen) in der Netzhaut

In der Netzhaut des menschlichen Auges unterscheidet man drei Typen von Photorezeptoren: Stäbchen, Zapfen und photosensitive retinale Ganglienzellen. Von ihnen haben nur die Stäbchen und die Zapfen eine Funktion bei der Bilderkennung. Die photosensitiven Ganglienzellen dienen der Regelung des Tag-Nacht-Rhythmus (circadiane Rhythmik).
Die Stäbchen sind zahlreicher und lichtempfindlicher als die Zapfen. Die menschliche Netzhaut enthält etwa 120 bis 130 Millionen Stäbchen. Sie ermöglichen das Hell-Dunkel-Sehen (skotopisches Sehen). Die etwa 6 Millionen Zapfen dienen dem Sehen bei Tageslicht (photopisches Sehen) und der Farberkennung. Im sogenannten gelben Fleck (Macula lutea) befinden sich beim Menschen ausschließlich Zapfen, und zwar etwa 70.000.
Im Aufbau sind Stäbchen und Zapfen ähnlich organisiert. In den Außensegmenten („Outer segment“, OS) findet die Phototransduktion mittels des mit Retinal gekoppelten Sieben-Transmembranproteins Rhodopsin („Sehpurpur“) statt. Dieses ist in vielen, membranösen „Disks“ (eines Stäbchens) oder Membraneinfaltungen (eines Zapfens) eingelagert. Die Außensegmente der Stäbchen sind lang, schmal und grenzen an das retinale Pigmentepithel (RPE), welches abgeschnürte, alte Membranstapel phagocytiert. Die Außensegmente der Zapfen sind ebenso wie die gesamte Zapfen-Photorezeptorzelle breiter als die Stäbchen und laufen konisch zu.
Ein Außensegment ist über ein modifiziertes Cilium in dezentraler Lage, das Verbindungscilium („Connecting cilium“, CC), mit dem Innensegment verbunden. Neun Mikrotubuli-Dupletts in nonagonaler Anordnung bilden die innere Struktur dieses unbeweglichen Ciliums. An dieses schließt sich das stoffwechselaktive Innensegment („Inner segment“, IS) an, unterteilt in das an Mitochondrien reiche Ellipsoid und in das Myoid mit dem endoplasmatischen Retikulum (ER). Hier erfolgt unter anderem die Proteinbiosynthese.
Die folgende Netzhautschicht, äußere Körnerschicht („Outer nuclear layer“, ONL) genannt, beinhaltet den Zellkern mit dem Zellkörper. Von diesem geht ein kurzer Neurit aus, der in der äußeren plexiformen Schicht („Outer plexiform layer“, OPL) mit einer komplexen Synapse endet. Die Synapsen der Photorezeptoren sind spezialisierte, so genannte „Ribbon-Synapsen“, in Bezug auf eine band- oder plattenartige Struktur direkt an der aktiven Zone der Präsynapse. An die Ribbon-Struktur sind viele synaptische Vesikel gekoppelt und es können im Vergleich zu „normalen“ Synapsen eine weit höhere Anzahl von Vesikel pro Zeitspanne ausgeschüttet werden. Zapfen besitzen wesentlich mehr Ribbons als Stäbchen.

### Funktion
Die unterschiedlichen Photorezeptortypen besitzen jeweils einen anderen Sehfarbstoff (Rhodopsin). Diese unterscheiden sich in ihren Absorptionsmaxima und somit in ihrer Empfindlichkeit gegenüber bestimmten Wellenlängen des Lichtes. Dies ist die Grundlage des Farbensehens. Die Anzahl der Zapfenarten bestimmt hierbei das Spektrum der wahrgenommenen Farben. Der Mensch besitzt z. B. als Trichromat drei Zapfenarten.
Im Dunkeln erfolgt an den Synapsen der Photorezeptorzellen eine fortwährende Ausschüttung des Neurotransmitters Glutamat. Dieser wirkt in der Regel inhibierend auf die Postsynapsen von Horizontal- und Bipolarzellen. Trifft Licht auf die Photorezeptorzelle, werden Ionenkanäle in der Zellmembran geschlossen, ausgelöst durch die Signaltransduktionskaskade. Die Photorezeptorzelle wird hyperpolarisiert und schüttet den Neurotransmitter in vermindertem Maße aus. In der Folge werden die Ionenkanäle der nachgeschalteten Nervenzellen (Bipolar- und Horizontalzellen) geöffnet und so der Impuls an diese übertragen, die diese Erregung an andere Nervenzellen (Amakrinzellen, Ganglienzellen) und schließlich zum Gehirn weiterleiten.

## Photorezeptoren bei Wirbellosen

### Aufbau der Photorezeptoren im Facettenauge
Die Facettenaugen (auch Komplexaugen genannt) von Insekten, Krebstieren und sogar bei einigen Ringelwürmern bestehen aus vielen Einzelaugen, den Ommatidien. Diese bilden von außen gesehen mit ihren Linsen ein bienenwabenartiges Sechseck-Muster.
Jedes Ommatidium besteht aus einer Linse, dem darunterliegenden Kristallkegel, 6 bis 8 Photorezeptoren sowie den Pigmentzellen, welche jedes Ommatidium von den anderen abschirmen. Jede Photorezeptorzelle besitzt einen bürstenartigen Mikrovillisaum an einer Seite der Photorezeptorzelle und setzt sich in einem Axon fort. Das Rhodopsin ist in der Membran dieses Mikrovillisaums eingelagert, der als Rhabdomer bezeichnet wird. Diese Rhabdomere „greifen“ in der Mitte eines Ommatidiums fingerartig ineinander und formen so das Rhabdom. Bei vielen Insekten (zum Beispiel bei Bienen) sind die Rhabdomere zu einer kompakten Struktur verwachsen (geschlossenes Rhabdom), wobei die Mikrovilli nebeneinanderliegender Zellen oft rechtwinklig zueinander orientiert sind. Die symmetrische Struktur der Rhabdomere ist Grundlage für das Polarisationssehen. Fliegen (Musca, Calliphora) haben offene Rhabdomere.
Licht wird durch die Linse auf das Rhabdom fokussiert. Die visuelle Signaltransduktion findet dann hier in leicht veränderter Form statt, indem am Ende das Öffnen von Ionenkanälen eine Depolarisation (im Gegensatz zu Wirbeltieren, da erfolgt Hyperpolarisation) der Zelle bewirkt.

## Photorezeptoren bei Pflanzen
Pflanzen verfügen über einige Photorezeptoren, die Informationen über die Lichtqualität und -quantität der Umwelt vermitteln. Phytochrome messen das Verhältnis aus hell- und dunkelrotem Licht und steuern Wachstums- und Entwicklungsvorgänge von Pflanzen, wie die Samenkeimung, die Ergrünung von Pflanzenteilen oder die Blüteninduktion. Darüber hinaus erfolgt eine Perzeption von Blaulicht durch Cryptochrome, die ebenfalls an der Photomorphogenese beteiligt sind, sowie Phototropine.